# 田村朋也
田村 朋也（たむら ともや、1992年8月20日 - ）は、愛知県豊明市出身の陸上競技選手。専門は短距離走の400mで45秒84の自己ベストを持つ。2016年リオデジャネイロオリンピック男子4×400mリレーの日本代表。株式会社キョウエイ所属。

## 経歴

### 高校時代
小学生の時は水泳に取り組み、中学進学後も水泳部に入って競技を続けようとしたが、中学校に水泳部がなく断念。足が少し速かったことから陸上部に入部して陸上を始めた。名古屋大谷高校時代には100mと200mを中心に練習を重ね、インターハイに3年連続の出場を果たした。1年時の埼玉インターハイは男子4×100mリレー、2年時の奈良インターハイは男子200mと予選敗退に終わったが、3年時の沖縄インターハイには男子200m・4×100mリレー・4×400mリレーの3種目に出場し、男子200mで3位入賞を果たした（リレー種目は予選敗退）。

### 大学時代
中京大学（スポーツ科学部）進学後も200mをメインに活躍し、2年時の2012年に20秒台突入、3年時の2013年には東海インカレでインカレ初タイトルを獲得した。大学4年時の2014年から400mにも力を入れると、日本インカレ男子400mでは予選で46秒62、決勝で46秒10と大会前の自己ベスト（47秒28）を大幅に更新して2位に入った。日本インカレ後には日本の若手選手（田村以外はジュニア選手）で編成されたコンチネンタルカップ男子4×400mリレーのアジア・太平洋代表に選出され、国際大会を経験した。

### 社会人時代
2015年、住友電工に入社。6月の日本選手権男子400mでは決勝に進出した8人のうち7人が45秒台をマークというハイレベルな予選を唯一の46秒台（46秒07・自己ベスト）で通過すると、決勝では46秒58とタイムを落としたものの3位に入った。この結果、8月の北京世界選手権男子4×400mリレーの日本代表に選出。男子400mハードルの小西勇太とともに住友電工陸上部初の世界選手権日本代表となり、大会では日本チームの1走を務めた（結果は予選敗退）。9月の全日本実業団選手権では、男子200mは北京世界選手権日本代表の藤光謙司と髙瀬慧が決勝を欠場して不在だったものの、同じ社会人1年目の山縣亮太を抑えて初の全国タイトルを獲得。男子400mも制して大会2冠を達成すると、アンカーを務めた男子4×400mリレーは2位で3冠はならずも、住友電工の男女総合初優勝に貢献した。
2016年、6月の日本選手権男子400m決勝では自己ベスト（46秒07）に迫る46秒15で4位に入り、8月のリオデジャネイロオリンピック男子4×400mリレーの日本代表に選出。住友電工陸上部初のオリンピアンとなり、大会では日本チームの2走(ウォルシュ・ジュリアン、田村、北川貴理、加藤修也)を務めた（結果は予選敗退）。
2017年、6月の日本選手権男子400m予選を自身初の45秒台（45秒84）で通過するも、決勝は47秒14とタイムを落として8位に終わり、ロンドン世界選手権の日本代表の座を逃した。10月に松葉杖が必要になるほどの大怪我を負いシーズンを終えた。
2019年、5月の世界リレーで日本代表選出される。男子4×200mリレーで第3走(宮本大輔、永田駿斗、田村、藤光謙司)を務め5位（1分22秒67）に入った。6月の日本選手権男子400mでは47秒20で予選落ちとなったが、男子200m21秒00で予算を通過、決勝で21秒06とタイムを落としたものの、9月のドーハ世界選手権男子4×400mリレーの日本代表に選出。
2022年、7月におよそ7年間所属していた住友電工陸上競技部を退部。
2023年、9月に株式会社キョウエイ(本社：愛知県小牧市)の陸上競技部へ所属。

## 人物
- 2017年8月、一般女性(高校の同級生)と結婚。
- 趣味は映画鑑賞、ボウリング[2]。
- 好きな食べ物はチョコレート[2]。

## 自己ベスト
- 記録欄の（　）内の数字は風速（m/s）で、+は追い風を意味する。

| 種目 | 記録          | 年月日        | 場所   | 備考 |
| 屋外 | 屋外          | 屋外          | 屋外   | 屋外 |
| ---- | ------------- | ------------- | ------ | ---- |
| 100m | 10秒51 (+1.7) | 2015年4月4日  | 尼崎市 |      |
| 200m | 20秒67 (-1.2) | 2019年9月8日  | 大阪市 |      |
| 400m | 45秒84        | 2017年6月23日 | 大阪市 |      |

## 主な成績
- 備考欄の記録は当時のもの

### 国際大会
| 年         | 大会                      | 場所             | 種目    | 結果 | 記録            | 備考               |
| ---------- | ------------------------- | ---------------- | ------- | ---- | --------------- | ------------------ |
| 2014 (大4) | コンチネンタルカップ (en) | マラケシュ       | 4x400mR | 4位  | 3分03秒77 (1走) | アジア・太平洋選抜 |
| 2015 (社1) | 日中韓3カ国交流           | 札幌             | 4x400mR | 優勝 | 3分04秒85 (1走) |                    |
| 2015 (社1) | 世界選手権                | 北京             | 4x400mR | 予選 | 3分02秒97 (1走) |                    |
| 2015 (社1) | デカネーション            | パリ             | 400m    | 4位  | 46秒65          |                    |
| 2016 (社2) | 日中韓3カ国交流           | 金泉             | 4x400mR | 優勝 | 3分04秒62 (1走) |                    |
| 2016 (社2) | オリンピック              | リオデジャネイロ | 4x400mR | 予選 | 3分02秒95 (2走) |                    |
| 2017 (社3) | 世界リレー (en)           | バハマ           | 4x400mR | 予選 | DNF (2走)       |                    |

### 日本選手権
- リレー種目は日本選手権リレーの成績

| 年         | 大会    | 場所     | 種目    | 結果 | 記録            | 備考                       |
| ---------- | ------- | -------- | ------- | ---- | --------------- | -------------------------- |
| 2011 (大1) | 第95回  | 熊谷市   | 200m    | 予選 | 21秒42 (+0.4)   |                            |
| 2012 (大2) | 第96回  | 横浜市   | 4x100mR | 3位  | 39秒90 (4走)    |                            |
| 2012 (大2) | 第96回  | 横浜市   | 4x400mR | 5位  | 3分09秒23 (3走) |                            |
| 2014 (大4) | 第98回  | 福島市   | 200m    | 予選 | 21秒13 (+1.5)   |                            |
| 2015 (社1) | 第99回  | 新潟市   | 400m    | 3位  | 46秒58          | 予選46秒07：自己ベスト     |
| 2015 (社1) | 第99回  | 横浜市   | 4x100mR | 2位  | 39秒07 (4走)    |                            |
| 2015 (社1) | 第99回  | 横浜市   | 4x400mR | 3位  | 3分07秒97 (1走) |                            |
| 2016 (社2) | 第100回 | 名古屋市 | 400m    | 4位  | 46秒15          |                            |
| 2017 (社3) | 第101回 | 大阪市   | 400m    | 8位  | 47秒14          | 予選45秒84：自身初の45秒台 |

### その他（決勝成績）
- 主要大会の決勝の成績のみ記載。タイムレースは総合8位以内、A決勝とB決勝がある場合はA決勝のみ記載。

| 年         | 大会                                            | 場所             | 種目      | 結果 | 記録            | 備考              |
| ---------- | ----------------------------------------------- | ---------------- | --------- | ---- | --------------- | ----------------- |
| 2010 (高3) | インターハイ                                    | 沖縄市           | 200m      | 3位  | 21秒44 (+0.5)   |                   |
| 2010 (高3) | 日本ジュニア選手権                              | 名古屋市         | 200m      | 4位  | 21秒34 (+1.1)   |                   |
| 2011 (大1) | 東海インカレ                                    | 名古屋市         | 200m      | 2位  | 21秒44 (-0.5)   |                   |
| 2011 (大1) | 西日本インカレ                                  | 岐阜市           | 200m      | 5位  | 21秒77 (-1.6)   |                   |
| 2012 (大2) | 東海インカレ                                    | 名古屋市         | 100m      | 7位  | 20秒82 (+1.0)   |                   |
| 2012 (大2) | 西日本インカレ                                  | 京都市           | 200m      | 2位  | 20秒97 (+3.1)   |                   |
| 2012 (大2) | 日本インカレ                                    | 東京都           | 4x400mR   | 3位  | 3分06秒14 (4走) |                   |
| 2013 (大3) | 東海インカレ                                    | 名古屋市         | 200m      | 優勝 | 21秒54 (-3.6)   |                   |
| 2014 (大4) | 東海インカレ                                    | 名古屋市         | 200m      | 優勝 | 20秒84 (+0.3)   | 大会記録          |
| 2014 (大4) | 東海インカレ                                    | 名古屋市         | 4x400mR   | 2位  | 3分15秒18 (3走) |                   |
| 2014 (大4) | 日本インカレ                                    | 熊谷市           | 400m      | 2位  | 46秒10          | 自己ベスト        |
| 2014 (大4) | 日本インカレ                                    | 熊谷市           | 4x100mR   | 3位  | 39秒26 (4走)    |                   |
| 2014 (大4) | 日本インカレ                                    | 熊谷市           | 4x400mR   | 4位  | 3分05秒57 (4走) |                   |
| 2015 (社1) | 出雲陸上                                        | 出雲市           | 300m      | 2位  | 32秒79          |                   |
| 2015 (社1) | 静岡国際                                        | 袋井市           | 200m      | 5位  | 21秒13 (-0.5)   |                   |
| 2015 (社1) | 静岡国際                                        | 袋井市           | 400m      | 4位  | 46秒83          |                   |
| 2015 (社1) | 関西実業団選手権                                | 大阪市           | 200m      | 失格 | DQ              | 予選20秒92 (-0.5) |
| 2015 (社1) | 関西実業団選手権                                | 大阪市           | 400m      | 優勝 | 46秒53          | 大会記録          |
| 2015 (社1) | 関西実業団選手権                                | 大阪市           | 4x100mR   | 優勝 | 39秒39 (4走)    | 大会記録          |
| 2015 (社1) | オールスターナイト陸上                          | 平塚市           | 400m      | 優勝 | 46秒51          |                   |
| 2015 (社1) | オールスターナイト陸上                          | 平塚市           | メドレーR | 優勝 | 1分49秒92 (3走) | 大会記録          |
| 2015 (社1) | 全日本実業団選手権                              | 岐阜市           | 200m      | 優勝 | 20秒79 (-0.5)   |                   |
| 2015 (社1) | 全日本実業団選手権                              | 岐阜市           | 400m      | 優勝 | 46秒65          |                   |
| 2015 (社1) | 全日本実業団選手権                              | 岐阜市           | 4x400mR   | 2位  | 3分07秒64 (4走) |                   |
| 2015 (社1) | 国民体育大会                                    | 和歌山市         | 400m      | 2位  | 46秒92          |                   |
| 2016 (社2) | ペンリレー (en)                                 | フィラデルフィア | 4x400mR   | 4位  | 3分05秒64 (2走) |                   |
| 2016 (社2) | ダイヤモンドリーグ (カタールスーパーグランプリ) | ドーハ           | 4x400mR   | 2位  | 3分02秒45 (1走) |                   |
| 2016 (社2) | 関西実業団選手権                                | 大阪市           | 400m      | 優勝 | 47秒32          |                   |
| 2016 (社2) | 関西実業団選手権                                | 大阪市           | 4x400mR   | 優勝 | 3分22秒93 (4走) |                   |
| 2016 (社2) | 全日本実業団選手権                              | 大阪市           | 200m      | 5位  | 21秒05 (0.0)    |                   |
| 2016 (社2) | 全日本実業団選手権                              | 大阪市           | 400m      | 8位  | 1分03秒36       |                   |
| 2016 (社2) | 全日本実業団選手権                              | 大阪市           | 4x400mR   | 2位  | 3分05秒54 (3走) |                   |
| 2017 (社3) | 関西実業団選手権                                | 大阪市           | 200m      | 3位  | 20秒92 (-0.4)   |                   |
| 2017 (社3) | 関西実業団選手権                                | 大阪市           | 400m      | 3位  | 46秒94          |                   |
| 2017 (社3) | 関西実業団選手権                                | 大阪市           | 4x400mR   | 優勝 | 3分29秒89 (2走) |                   |
| 2017 (社3) | 南部記念                                        | 札幌市           | 400m      | 4位  | 46秒99          |                   |
| 2017 (社3) | オールスターナイト陸上                          | 平塚市           | 400m      | 4位  | 48秒05          |                   |
| 2017 (社3) | オールスターナイト陸上                          | 平塚市           | メドレーR | 優勝 | 1分51秒94 (3走) |                   |
| 2017 (社3) | 全日本実業団選手権                              | 大阪市           | 4x100mR   | 3位  | 39秒84 (4走)    |                   |
| 2018 (社4) | 関西実業団選手権                                | 大阪市           | 200m      | 4位  | 21秒35 (+1.3)   |                   |
| 2018 (社4) | 関西実業団選手権                                | 大阪市           | 4x100mR   | 優勝 | 39秒64 (3走)    |                   |